# Erik Killander
Erik Fredrik Viktor Knutsson Killander, född den 11 april 1889 i Stockholm, död den 7 juni 1972 i Djursholm, var en svensk företagsledare. Han var son till Knut Killander.
Killander var verkställande direktör för aktiebolaget Erik Killander et Consortes från 1916, för Skånska Ättikfabrikens agentur i Stockholm 1923–1956 och för Kraftförpackningar från 1943. Han var vice ordförande i Svenska plastföreningen 1946–1956 och blev hedersledamot där sistnämnda år. Killander vilar i sin familjegrav på Norra begravningsplatsen utanför Stockholm.